# 熊綬春
熊綬春（1907年—1948年）字霖生，別名林森，江西南昌縣人。畢業於黃埔軍校第三期步兵科，日本步兵學校學員。經歷過第二次東征和北伐戰爭、一·二八，淞滬抗戰、豫北會戰、第二次長沙會戰、滇西反擊戰、徐蚌會戰等重大戰爭。曾留學日本。

## 個人簡歷
中國國民黨陸軍軍官學校第三期步兵科畢業
日本陸軍戶山學校、千葉陸軍步兵學校中國將校班肄業
1926年1月軍校畢業後派任國民革命軍排長、連長
1927年12月選派留學日本
1928年9月考入日本戶山學校學習
1929年8月轉入日本千葉步兵學校中國將校班學習
1931年9月因“九一八”事變發生，中止學業回國。12月派任第87師中校團附
1932年3月調升軍事委員會幹部訓練班教育組上校組長
1938年9月調升沙市警備司令部少將參謀長
1945年6月28日晉任陸軍少將
1945年10月10日獲頒忠勤勛章
1946年5月5日獲頒勝利勛章
1947年7月17日獲頒四等雲麾勛章
1948年2月升任中將師長。9月15日改任中將軍長
1948年12月11日在中國人民解放軍最後的總攻中，黃維兵團全部被殲滅，熊綬春在安徽濉溪與人民解放軍作戰時陣亡
1949年1月19日黃埔軍校校長蔣中正沒有忘記這位黃埔三期學員，追贈其陸軍上將軍銜
高雄鳳山黃埔軍校的第三棟宿舍，命名為綬春樓。

## 荣誉

### 中华民国勋章奖章
- 四等雲麾勋章（1947年7月17日批准[1]）

## 相关影视
- 49集电视连续剧《大决战》，2021年6月25日在CCTV综合频道、爱奇艺、腾讯视频、优酷和央视频同步播出，战卫华饰演熊绶春。